# Leichtathletik-Europameisterschaften 1966/Weitsprung der Frauen

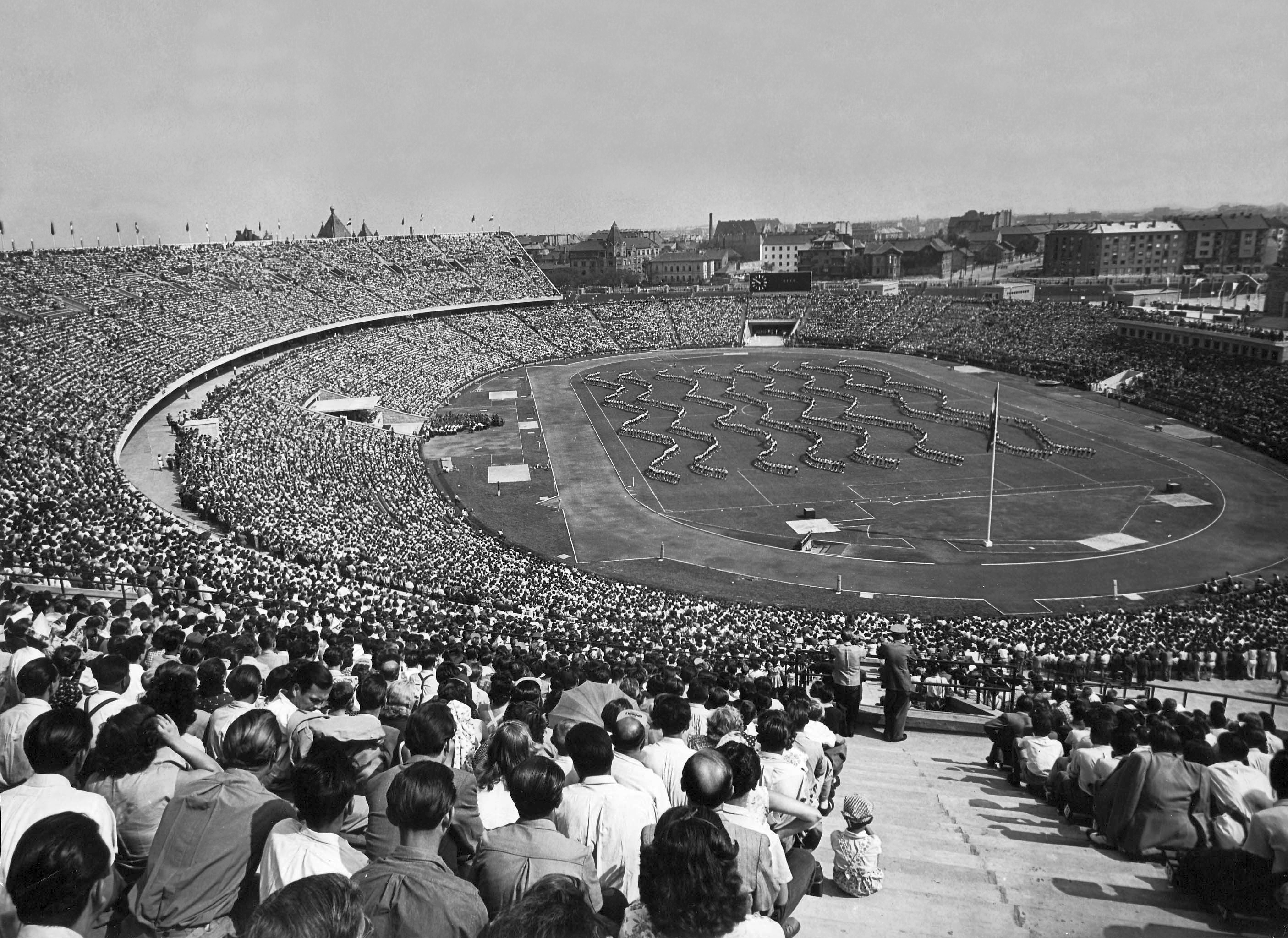
Das Népstadion bei einer Veranstaltung im Jahr 1953

Der Weitsprung der Frauen bei den Leichtathletik-Europameisterschaften 1966 wurde am 2. und 3. September 1966 im Budapester Népstadion ausgetragen.
Europameisterin wurde die Olympiazweite von 1964 Irena Kirszenstein aus Polen, die hier außerdem Europameisterin über 200 Meter und mit der 4-mal-100-Meter-Staffel sowie Vizeeuropameisterin über 100 Meter wurde. Sie gewann vor der Bulgarin Diana Jorgowa. Bronze ging an die bundesdeutsche EM-Dritte von 1962 im Fünfkampf Helga Hoffmann.

## Rekorde

### Bestehende Rekorde
| Weltrekord           | 6,76 m | Mary Rand               | OS Tokio, Japan         | 14. Oktober 1964   |
| Europarekord         | 6,76 m | Mary Rand               | OS Tokio, Japan         | 14. Oktober 1964   |
| Meisterschaftsrekord | 6,38 m | Tatjana Schtschelkanowa | EM Belgrad, Jugoslawien | 15. September 1962 |

### Rekordverbesserungen
Der bestehende EM-Rekord wurde verbessert und darüber hinaus gab es zwei Landesrekorde.
- Meisterschaftsrekord:
  - 6,55 m – Irena Kirszenstein (Polen), Finale am 3. September
- Landesrekorde:
  - 6,34 m – Corrie Bakker (Niederlande), Finale am 3. September
  - 6,23 m – Meta Antenen (Schweiz), Finale am 3. September

## Qualifikation

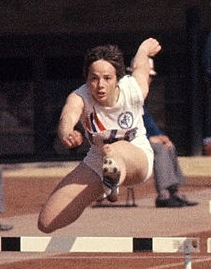
Oddrun Hokland (hier als Hürdenläuferin) – 1962 unter ihrem damaligen Namen Oddrun Lange EM-Elfte – schied diesmal in der Qualifikation aus

2. September 1966, 16.25 Uhr
Die 23 Teilnehmerinnen traten zu einer gemeinsamen Qualifikationsrunde an. Dreizehn Athletinnen (hellblau unterlegt) übertrafen die Qualifikationsweite für den direkten Finaleinzug von 6,05 m. Damit war die Mindestanzahl von zwölf Finalteilnehmerinnen erreicht. Die Norwegerin Berit Berthelsen trat nicht zum Finale an, so fand dies am darauffolgenden Tag mit zwölf Wettbewerberinnen statt.
| Platz | Name                       | Nation           | Weite (m) |
| ----- | -------------------------- | ---------------- | --------- |
| 1     | Diana Jorgowa              | Bulgarien        | 6,30      |
| 2     | Viorica Viscopoleanu       | Rumänien         | 6,26      |
| 3     | Burghild Wieczorek         | DDR              | 6,22      |
| 4     | Renāte Lāce                | Sowjetunion      | 6,21      |
| 5     | Eva Kucmanová              | Tschechoslowakei | 6,19      |
| 6     | Tatjana Talyschewa         | Sowjetunion      | 6,19      |
| 7     | Corrie Bakker              | Niederlande      | 6,16      |
| 8     | Mary Rand                  | Großbritannien   | 6,15      |
| 9     | Helga Hoffmann             | BR Deutschland   | 6,12      |
| 10    | Meta Antenen               | Schweiz          | 6,12      |
| 11    | Irena Kirszenstein         | Polen            | 6,12      |
| 12    | Berit Berthelsen           | Norwegen         | 6,05      |
| 13    | Sheila Parkin              | Großbritannien   | 6,05      |
| 14    | Ursula Künzel              | BR Deutschland   | 6,04      |
| 15    | Ingrid Becker              | BR Deutschland   | 5,94      |
| 16    | Etelka Kispál              | Ungarn           | 5,94      |
| 17    | Gerda Mittenzwei           | DDR              | 5,92      |
| 18    | Elena Vintilă              | Rumänien         | 5,84      |
| 19    | Marie-Magdalena Le Dévéhat | Frankreich       | 5,77      |
| 20    | Oddrun Hokland             | Norwegen         | 5,68      |
| 21    | Charoula Sasagianni        | Griechenland     | 5,62      |
| 22    | Nina Hansen                | Dänemark         | 5,60      |
| 23    | Zhuljeta Muco              | Albanien         | 5,03      |

## Finale
3. September 1966, 17.30 Uhr
| Platz | Name                 | Nation           | Weite (m) |
| ----- | -------------------- | ---------------- | --------- |
| 1     | Irena Kirszenstein   | Polen            | 6,55 CR   |
| 2     | Diana Jorgowa        | Bulgarien        | 6,45      |
| 3     | Helga Hoffmann       | BR Deutschland   | 6,38      |
| 4     | Corrie Bakker        | Niederlande      | 6,34 NR   |
| 5     | Viorica Viscopoleanu | Rumänien         | 6,33      |
| 6     | Tatjana Talyschewa   | Sowjetunion      | 6,33      |
| 7     | Sheila Parkin        | Großbritannien   | 6,30      |
| 8     | Meta Antenen         | Schweiz          | 6,23 NR   |
| 9     | Burghild Wieczorek   | DDR              | 6,22      |
| 10    | Renāte Lāce          | Sowjetunion      | 6,19      |
| 11    | Mary Rand            | Großbritannien   | 6,16      |
| 12    | Eva Kucmanová        | Tschechoslowakei | 5,98      |
| DNS   | Berit Berthelsen     | Norwegen         |           |

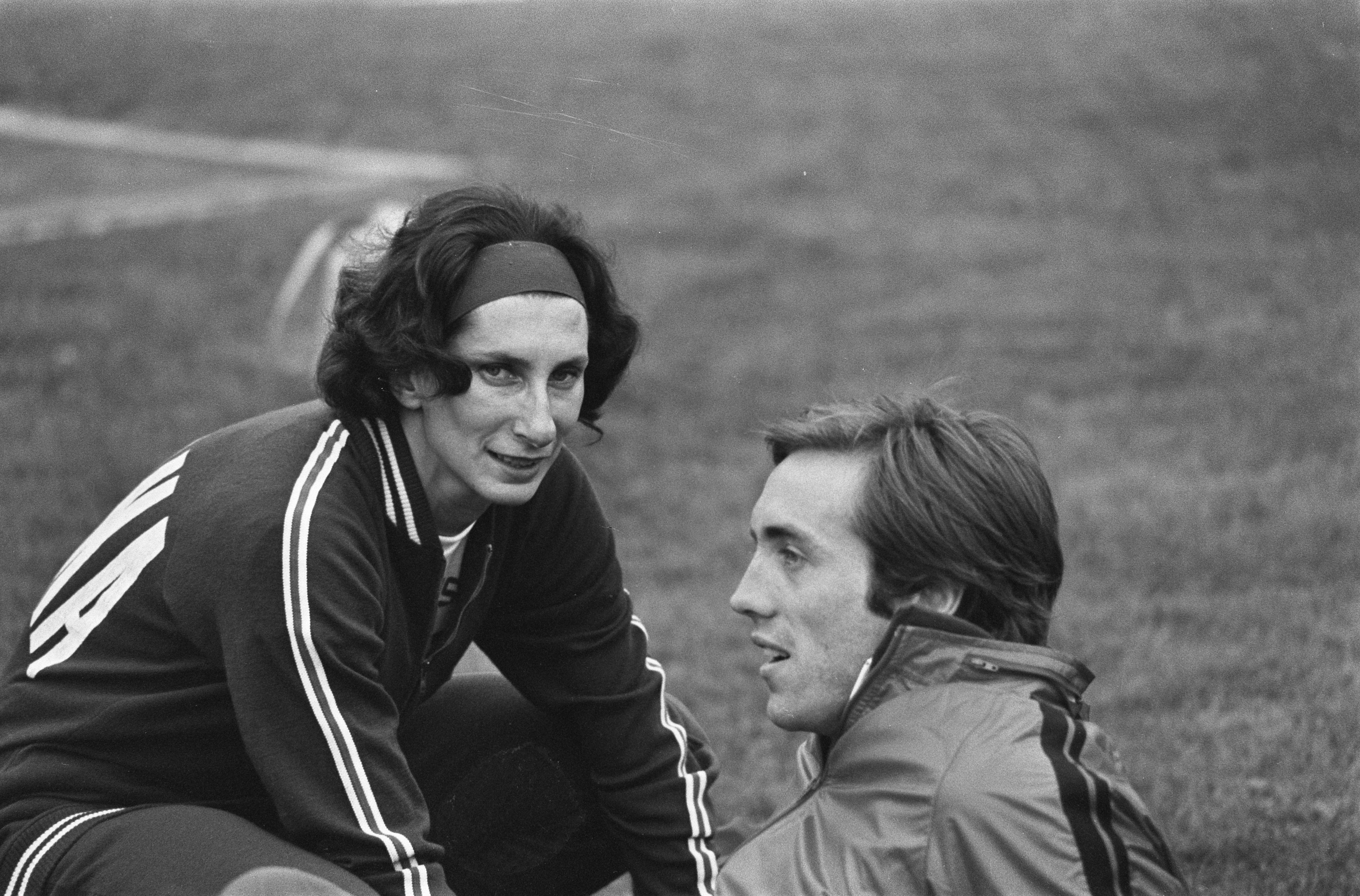
Die dreifache Europameisterin von Budapest Irena Kirszenstein (hier 1975 mit einem Teamkollegen)

Die Finalserie der Europameisterin Irena Kirszenstein lautete wie folgt (x – ungültig):

6,37 m – 6,25 m – 6,40 m – 6,43 m – 6,55 m – x

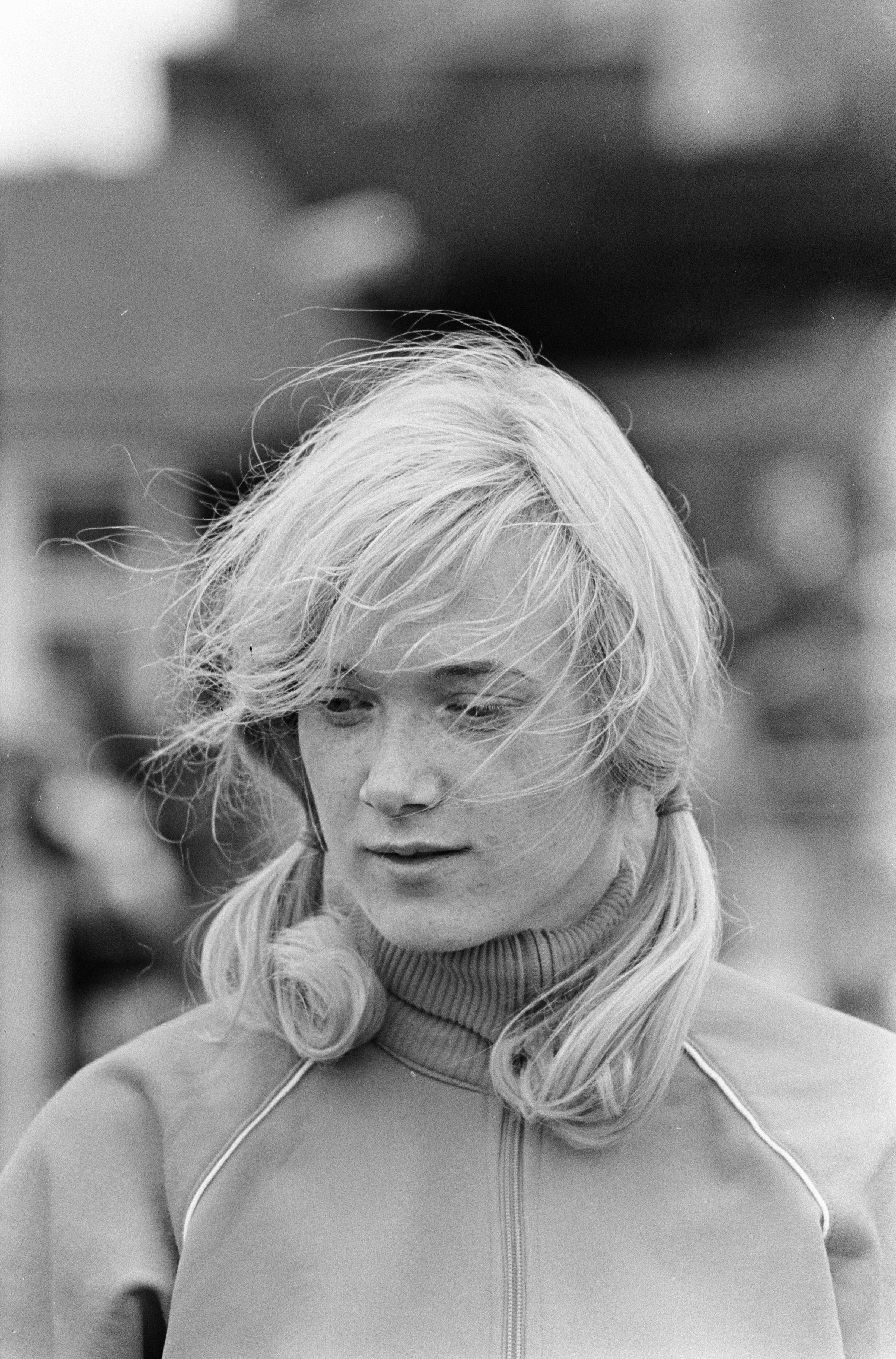
Corrie Bakker – über 100 Meter im Halbfinale ausgeschieden – erreichte Platz vier
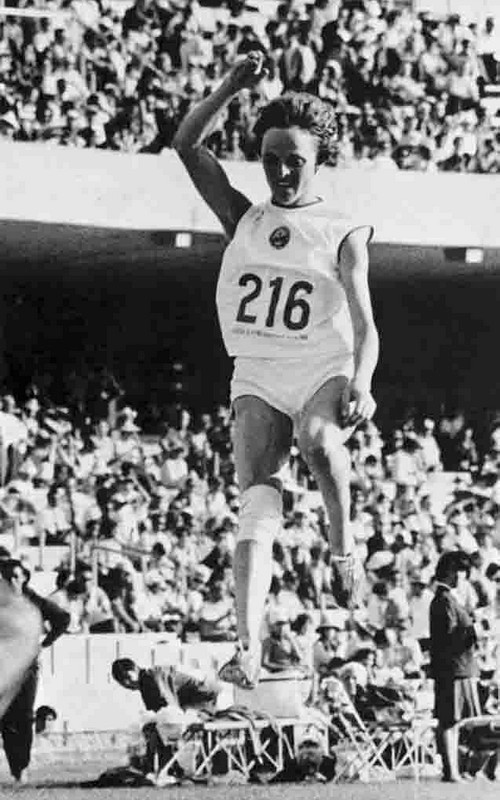
Die Olympiafünfte von 1964 Viorica Viscopoleanu kam auch hier auf den fünften Platz – 1968 wurde sie Olympiasiegerin mit Weltrekord
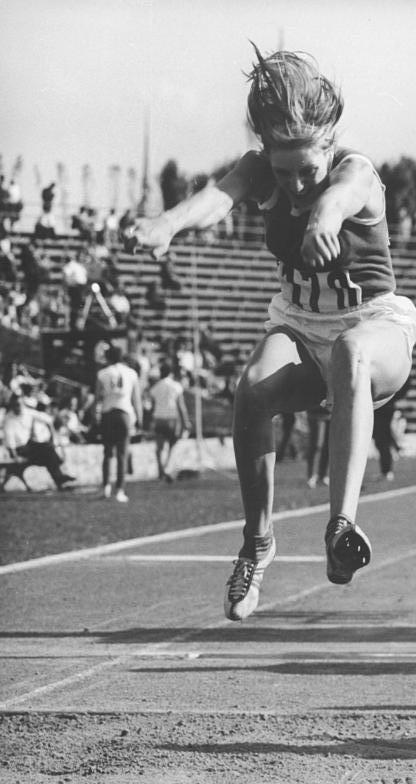
Burghild Wieczorek belegte Rang acht
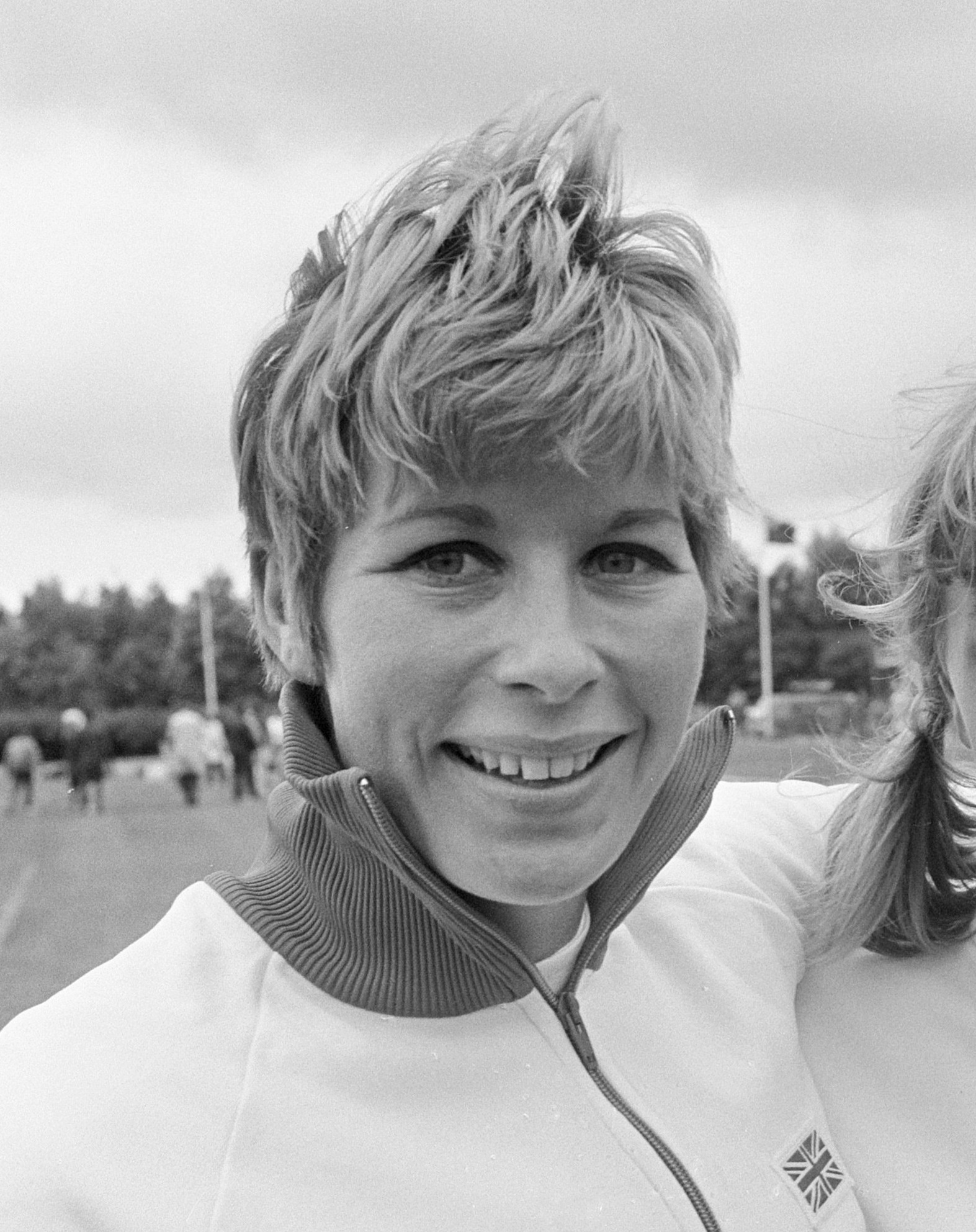
Die Olympiasiegerin von 1964 Mary Rand wurde Elfte in diesem Finale

## Video
- EUROPEAN ATHLETICS 1966 BUDAPEST LONG JUMP WOMEN KIRSZENSTEIN, youtube.com, abgerufen am 19. Juli 2022